# ريد وينق
ريد وينق (بالإنجليزية: AEA Red Wing)‏ هي طائرة تجريبية بمحرك واحد، من تصميم وأنتاج جمعية التجارب الجوية في كندا. كان أول طيران لها في 12 مارس 1908. تعتبر أول طائرة تطير بقوة دفع محركات في كندا، حينما طار بها الكندي فريدريك ووكر بالدوين.